# Михаил Калињин
Михаил Иванович Калињин (рус. Михаи́л Ива́нович Кали́нин; 19. новембар 1875 — 3. јун 1946) био је бољшевички револуционар, учесник Октобарске револуције и председник Руске СФСР, односно Совјетског Савеза од 1922. до 1946. године. Од 1926. године до смрти био је члан Политбироа СКП(б) и један од људи из најужег Стаљиновог круга.

## Биографија
Рођен је 19. новембра у селу Вјерхнаја Тројица у Тверској губернији. Основну школу завршио је у родном селу и после тога се убрзо преселио у Санкт Петербург, где се 1895. запослио као металски радник. Године 1898, постао је члан Руске социјалдемократске радничке партије. Током револуције 1905. године, радио је у Централном синдикату металских радника. Од почетака је био припадник бољшевичке фракције под вођством Лењина унутар РСДРП.
Био је ухапшен 1916. због политичких активности, али је пуштен из затвора након Фебруарске револуције 1917. године. После тога се прикључио Петроградском совјету и сарађивао у издавању „Правде“. У јесен 1917. године, петроградска Дума га је изабрала за градоначелника Петрограда. Године 1919, био је изабран за члана Централног комитета РКП(б).
Након смрти Свердлова, Калињин га је наследио на месту председника Сверуског централног извршног комитета, односно председника совјетске Русије. Калињин је остао на овој функцији све до краја Другог светског рата.
Након смрти Лењина 1924. године, Калињин се прикључио Стаљиновој фракцији унутар Партије. Иако је био председник Президијума Совјетског Савеза, није имао превише утицаја у држави. За време чистки 1936—1938, није се превише излагао, јер је знао шта се дешава.
Калињин је отишао у пензију почетком 1946. године и исте године је умро у Москви. Испраћен је уза све државне почасти, а тело му је сахрањено у Кремаљској некрополи.
Још за живота, три града су добила име по њему: Твер, Корољов и Кенигсберг. Данас још само последњи носи име Калињинград.